# Glenn van Straalen
Glenn van Straalen (Hoogkarspel, 30 settembre 2000) è un pilota motociclistico olandese.

## Carriera
Nel 2017 prende parte, in qualità di pilota wild card, al Gran Premio di Assen nella Supersport 300. In sella ad una Honda CBR500R chiude la gara secondo, alle spalle del connazionale Scott Deroue. I punti così ottenuti gli consentono di classificarsi diciannovesimo in campionato. Nel 2018 è pilota titolare in Supersport 300; guida una KTM RC 390 del team Fortron Racing, il compagno di squadra è Koen Meuffels. Termina nuovamente secondo nella gara di casa ad Assen e termina la stagione al nono posto con 55 punti. Sempre nel 2018 esordisce nel campionato mondiale Supersport come pilota sostitutivo per il team EAB antwest Racing. In sella ad una Kawasaki ZX-6R prende parte alle ultime due prove in calendario chiudendole entrambe con un ritiro.
Nelle stagioni 2018, 2020 e 2021 inoltre, prende parte al campionato tedesco Supersport dove ottiene cinque vittorie ed il terzo posto come miglior risultato finale in classifica.
Nel 2019 è pilota titolare nel mondiale Supersportː gareggia per il team EAB Racing, con la stessa motocicletta di fine 2018. Va a punti in tre occasioni (ottenendo come miglior risultato il nono posto di Assen) e chiude il campionato in diciannovesima posizione. Ad inizio 2020 torna a gareggiare nella Supersport 300, è pilota titolare con Ten Kate Racing alla guida di una Yamaha YZF-R3. In occasione del Gran Premio di Teruel, ultima prova prima di trasferirsi nuovamente nella Supersport, ottiene il giro più veloce in gara 2. Passa dunque alle 600, a partire dal Gran Premio di Barcellona, in sostituzione del connazionale Jaimie van Sikkelerus con il team MPM Routz Racing. Conquista quattro punti classificandosi ventiseiesimo.
Nel 2021, a partire dal Gran Premio di Montmelò, è chiamato a sostituire Randy Krummenacher (trasferitosi al team CM Racing) nel team EAB. Porta a termine la stagione conquistando trentun punti ed il diciannovesimo posto in classifica. Nel 2022 è pilota titolare in Supersport, con lo stesso team della stagione precedente. In occasione del Gran Premio di Assen, con il secondo posto in gara 1, ottiene il primo podio di categoria. Sale nuovamente sul podio al Gran Premio di Francia e, con 122 punti, chiude il campionato in undicesima posizione. Nel 2023 inizia la seconda stagione completa col team EAB, ottiene un terzo posto nella gara di casa ad Assen e, con 136 punti, si conferma all'undicesimo posto. Contestualmente al mondiale prende parte, in qualità di pilota wild card, al Gran Premio inaugurale del campionato italiano Supersport dove ottiene una vittoria ed un secondo posto nelle due gare previste.
Nel 2024 rimane con Yamaha ma passa al team Ten Kate Racing, con Stefano Manzi come compagno di squadra. In occasione del Gran Premio di Assen, in gara due, ottiene la sua prima vittoria nel mondiale Supersport. Sale nuovamente sul podio a Magny-Cours e conclude il campionato all'ottavo posto contribuendo alla vittoria della classifica a squadre.

## Risultati in gara

### Campionato mondiale Supersport 300
| 2017 | Moto  |  |   |  |  |  |  |  |  |  |  |  |  |  |  | Punti | Pos. |
| ---- | ----- |  | - |  |  |  |  |  |  |  |  |  |  |  |  | ----- | ---- |
| 2017 | Honda |  | 2 |  |  |  |  |  |  |  |  |  |  |  |  | 20    | 19º  |

| 2018 | Moto |   |   |   |    |   |     |     |   |  |  |  |  |  |  | Punti | Pos. |
| ---- | ---- | - | - | - | -- | - | --- | --- | - |  |  |  |  |  |  | ----- | ---- |
| 2018 | KTM  | 7 | 2 | 9 | 23 | 5 | Rit | Rit | 8 |  |  |  |  |  |  | 55    | 9º   |

| 2020 | Moto   |    |    |    |    |    |    |     |    |  |  |  |  |  |  | Punti | Pos. |
| ---- | ------ | -- | -- | -- | -- | -- | -- | --- | -- |  |  |  |  |  |  | ----- | ---- |
| 2020 | Yamaha | 19 | 19 | 12 | 10 | 19 | 10 | Rit | 17 |  |  |  |  |  |  | 16    | 25º  |

| Legenda | 1º posto        | 2º posto            | 3º posto           | A punti      | Senza punti        | Grassetto – Pole position Corsivo – Giro più veloce |
| Legenda | Gara non valida | Non qual./Non part. | Ritirato/Non class | Squalificato | '-' Dato non disp. | Grassetto – Pole position Corsivo – Giro più veloce |

### Campionato mondiale Supersport
| 2018 | Moto     |  |  |  |  |  |  |  |  |  |  |     |     |  |  |  |  |  |  |  |  |  |  |  |  | Punti | Pos. |
| ---- | -------- |  |  |  |  |  |  |  |  |  |  | --- | --- |  |  |  |  |  |  |  |  |  |  |  |  | ----- | ---- |
| 2018 | Kawasaki |  |  |  |  |  |  |  |  |  |  | Rit | Rit |  |  |  |  |  |  |  |  |  |  |  |  | 0     |      |

| 2019 | Moto     |    |    |    |   |     |    |    |    |    |     |    |    |  |  |  |  |  |  |  |  |  |  |  |  | Punti | Pos. |
| ---- | -------- | -- | -- | -- | - | --- | -- | -- | -- | -- | --- | -- | -- |  |  |  |  |  |  |  |  |  |  |  |  | ----- | ---- |
| 2019 | Kawasaki | 14 | 16 | 16 | 9 | Rit | NC | 20 | 16 | 16 | Rit | 18 | 15 |  |  |  |  |  |  |  |  |  |  |  |  | 10    | 19º  |

| 2020 | Moto   |  |  |  |  |  |  |  |  |  |    |    |     |    |    |    |  |  |  |  |  |  |  |  |  | Punti | Pos. |
| ---- | ------ |  |  |  |  |  |  |  |  |  | -- | -- | --- | -- | -- | -- |  |  |  |  |  |  |  |  |  | ----- | ---- |
| 2020 | Yamaha |  |  |  |  |  |  |  |  |  | 22 | 16 | Rit | 12 | 17 | 19 |  |  |  |  |  |  |  |  |  | 4     | 26º  |

| 2021 | Moto   |  |  |  |  |  |  |  |  |  |  |  |  |  |  |    |   |    |     |     |     |   |   |    |     | Punti | Pos. |
| ---- | ------ |  |  |  |  |  |  |  |  |  |  |  |  |  |  | -- | - | -- | --- | --- | --- | - | - | -- | --- | ----- | ---- |
| 2021 | Yamaha |  |  |  |  |  |  |  |  |  |  |  |  |  |  | 10 | 9 | AN | Rit | Rit | Rit | 9 | 8 | 13 | Rit | 31    | 19º  |

| 2022 | Moto   |   |   |   |     |   |   |     |    |     |     |   |    |   |     |   |     |    |     |     |    |     |    |    |    | Punti | Pos. |
| ---- | ------ | - | - | - | --- | - | - | --- | -- | --- | --- | - | -- | - | --- | - | --- | -- | --- | --- | -- | --- | -- | -- | -- | ----- | ---- |
| 2022 | Yamaha | 4 | 4 | 2 | Rit | 7 | 8 | Rit | 19 | Rit | Rit | 5 | 15 | 2 | Rit | 9 | Rit | 12 | Rit | Rit | 11 | Rit | 16 | 11 | 10 | 122   | 11º  |

| 2023 | Moto   |    |   |    |     |   |    |   |   |   |    |   |    |    |     |   |     |     |    |   |     |     |   |    |   | Punti | Pos. |
| ---- | ------ | -- | - | -- | --- | - | -- | - | - | - | -- | - | -- | -- | --- | - | --- | --- | -- | - | --- | --- | - | -- | - | ----- | ---- |
| 2023 | Yamaha | 14 | 5 | 11 | Rit | 3 | 11 | 4 | 5 | 7 | 22 | 5 | 10 | 13 | Rit | 8 | Rit | Rit | 13 | 8 | Rit | Rit | 6 | 10 | 7 | 136   | 11º  |

| 2024 | Moto   |    |    |    |    |   |   |    |    |    |   |   |   |   |   |   |   |     |    |   |    |   |   |    |    | Punti | Pos. |
| ---- | ------ | -- | -- | -- | -- | - | - | -- | -- | -- | - | - | - | - | - | - | - | --- | -- | - | -- | - | - | -- | -- | ----- | ---- |
| 2024 | Yamaha | 18 | 20 | 14 | 10 | 4 | 1 | 10 | 14 | 12 | 7 | 9 | 7 | 9 | 6 | 3 | 6 | Rit | 15 | 9 | 10 | 9 | 7 | 11 | 12 | 165   | 8º   |

| 2025 | Moto   |     |     |    |    |    |     |    |    |     |    |  |  |  |  |  |  |  |  |  |  |  |  |  |  | Punti | Pos. |
| ---- | ------ | --- | --- | -- | -- | -- | --- | -- | -- | --- | -- |  |  |  |  |  |  |  |  |  |  |  |  |  |  | ----- | ---- |
| 2025 | Ducati | Inf | Inf | 22 | 18 | 14 | Rit | 24 | 18 | Rit | 22 |  |  |  |  |  |  |  |  |  |  |  |  |  |  | 2     |      |

| Legenda | 1º posto        | 2º posto            | 3º posto           | A punti      | Senza punti        | Grassetto – Pole position Corsivo – Giro più veloce |
| Legenda | Gara non valida | Non qual./Non part. | Ritirato/Non class | Squalificato | '-' Dato non disp. | Grassetto – Pole position Corsivo – Giro più veloce |